# ピタゴラス

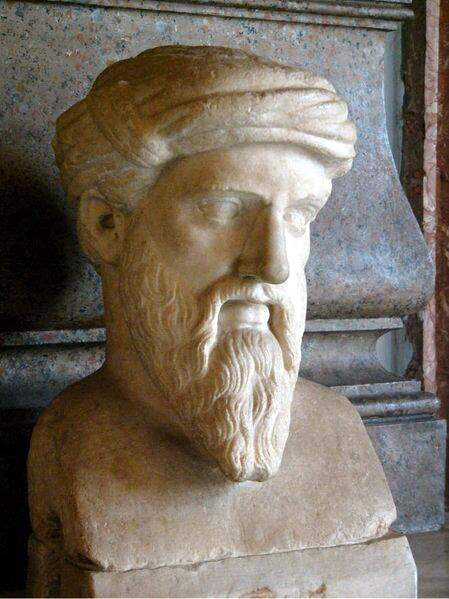
ピタゴラス像（ローマ・カピトリーノ美術館）

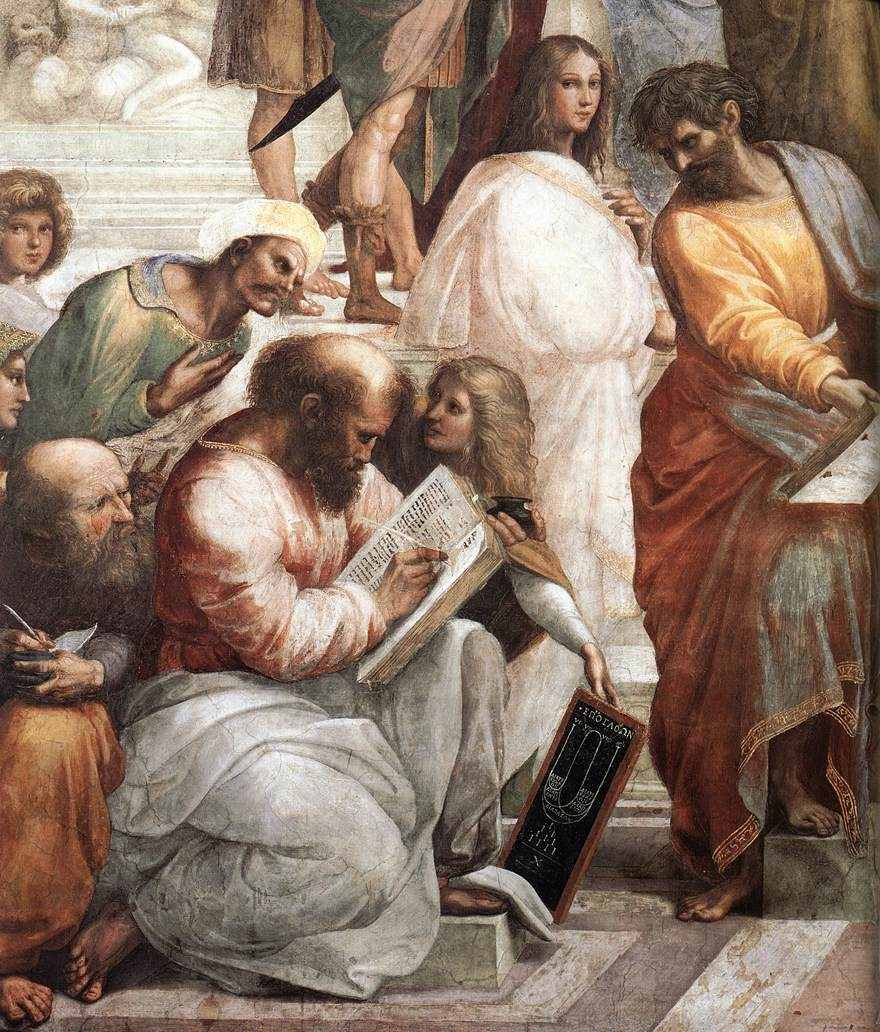
『アテナイの学堂』に描かれたピタゴラス（ラファエッロ、1509年）

- ピタゴラス[1]
- ピュタゴラス[2]

ピタゴラス（古代ギリシャ語: Πυθαγόρας, ラテン文字転写: Pȳthagórās、ラテン語: Pythagoras、英: Pythagoras、紀元前572年頃 - 紀元前494年頃）は、古代ギリシアの人物。「サモスの賢人」と呼ばれた。ピュタゴラスとも表記される。
長年、ピタゴラスはギリシアの哲学や数学を創始した哲学者・科学者であると漠然と信じられてきたが、今日ではまず第一に宗教的人物であったと考えられている。ピタゴラスは魂の輪廻転生を含む教説を説き、従うべき生（ビオス）のあり方を示した。数学・哲学に何の貢献もしなかったが、プラトンやアカデメイア派によって祭り上げられた。自分たちの教説に権威によるお墨付きを与えたい教義主義のアカデメイア派にとって、カリスマ的性格を持っていたピタゴラス派は都合のよい名前だったのである。反教義主義的なプラトン主義にとっても、プラトンを教義主義から守るためにピタゴラスの名前を使うことは都合がよかった。こうして皆がプラトン主義の源泉をピタゴラス派の教説に求めることになった。ピタゴラスの権威化は新プラトン主義ととともに古代後期に頂点を迎えた。その後二千年にわたってピタゴラス伝説は語られ続けたが、19世紀半ばに始まった懐疑的な研究を経て、今ではピタゴラス伝説は解体されている。

## 生涯
ピタゴラスが組織した教団は秘密主義で、内部情報を外部に漏らすことを厳しく禁じ、違反者は船から海に突き落とした。そのため教団内部の研究記録や、ピタゴラス本人の著作物は後世に一点も伝わっていない。そこでピタゴラス個人の言行や人物像は、教団壊滅後に各地に離散した弟子の著作や、後世の伝記、数学に関する本の注釈といった間接的な情報でできあがっている。彼の肖像や彫像類も、すべて後世の伝聞や想像で作られたイメージであり、実際にどういう風貌をした人物だったかも不明である。
ピタゴラスは紀元前6世紀ころ、古代ギリシャ文化圏の東辺に位置する、現在のトルコ沿岸にあるイオニア地方のサモス島で、宝石細工師の息子として生まれた。父親はレバノンのティルス出身であるとする説がある 。近くの町には、やはり著名な数学者のタレスが住んでいた。
伝記によると、彼は若くして知識を求めて島を旅だち、古代オリエント世界の各地を旅した。エジプトでは幾何学と宗教の密儀を学び、フェニキアで算術と比率、カルデア人から天文学を学んだという。ポルピュリオスなどの伝記によれば、ゾロアスター教の司祭のもとで学んだといわれる。さらにはイギリスやインドにまで旅したという伝説もある。
彼は20年にわたった放浪の末に、当時存在した数学知識のすべてを身につけて、故郷のサモス島に戻ってきた。しかしサモスは僭主ポリュクラテスの抑圧支配下にあり、学問研究に向かなかったため、イタリア半島の植民市に移住し、その弁舌で多くの人々を魅了した。彼はクロトンで、彼の思想に共鳴する多くの弟子とともにピタゴラス教団、またはピタゴラス学派と呼ばれる集団を立ち上げた。この教団はやがて地域の有力者の保護を得て大きな力を持つようになり、数百人の信者を集め、ピタゴラスも弟子だったテアノという女性と結婚して、大いに繁栄した。ところがある時、この後援者が政争に巻き込まれて失脚する。このとき、かつて教団への加入を希望したがテストで落とされて門前払いになった人物が、その遺恨から市民を扇動した。教団は暴徒と化した市民に焼き打ちされて壊滅し、ピタゴラスも殺されたという。

## 万物は数なり

テトラクテュス

ピタゴラスは紀元前6世紀に、あらゆる事象には数が内在していること、そして宇宙のすべては人間の主観ではなく数の法則に従うのであり、数字と計算によって解明できるという思想を確立した。彼は和音の構成から惑星の軌道まで、多くの現象に数の裏付けがあることに気がついた。そしてついには、宇宙の全ては数から成り立つと宣言した。彼がこの思想にもとづいて創始したピタゴラス教団は、数の性質を研究することにより、宇宙の真理を追究しようとした。教団に入門するには数学の試験があったが、この試験は相当難しく、数学に適性のある者だけが選抜されて教団に集まった。そしてピタゴラス教団は、古代世界で最も著名な数学の研究機関となった。この学派は10を完全な数と考え、10個の点を三角形の形に配置したテトラクテュスを紋章とした。
ピタゴラスやピタゴラス教団はさまざまな数学的な定理を発見したが、彼自身の成果か、教団の他の人物の成果か区別する事は難しい。その成果の多くはユークリッド原論に含まれているとされる。
アポロドーロスの詩には「ピタゴラスが、あの有名な定理を発見した時に、立派な牡牛を神に生贄として捧げた」と讃えた句がある。ただし、この定理がどの定理を指すのかは明示されておらず、ピタゴラス教団の禁欲主義的な戒律を考えれば、牛を生贄にした事自体も疑わしい。ピタゴラスの定理を指すとする説もあるが、証拠は無く、ピタゴラス自身がこの定理にどのように関わったのかも不明である。
一方でピタゴラスは数の調和や整合性を不合理なほど重視し、完全数や友愛数を宗教的に崇拝した。そのため教団の1人であるヒッパソスが無理数を発見したとき、その存在を認めようとせず、発見者を死刑にしてしまった。分数でも整数でも書き表せない奇怪な数が存在することは、彼の思想を根本から否定するものだったからである。
ピタゴラスの哲学は、ゾロアスター教や道教と同じく二元論が基礎となっており、現象世界を考察する十項目の対立項を提示した。彼の数学や輪廻転生についての思想はプラトンにも大きな影響を与えた。アリストテレスは『形而上学』のなかで、この対立項を再現している。彼はオルペウス教の影響を受けてその思想の中で輪廻を説いていたとされている。

## ピタゴラスと音楽

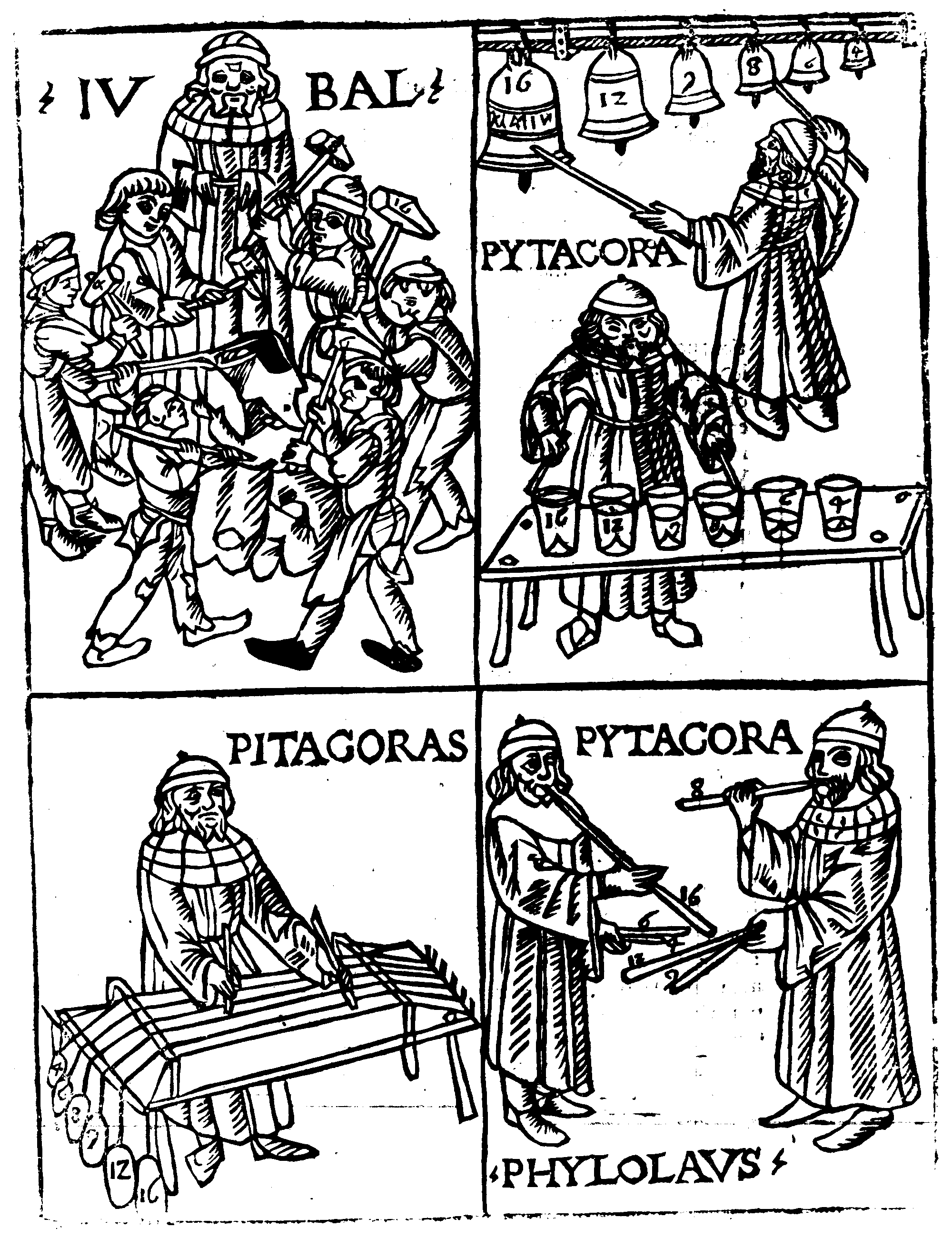
音程を研究するピタゴラス
左上:重さの違う鎚の響きを調べている
右上:大きさが比になった鐘、いろいろな水量のコップを叩いている
左下:重さの違う錘を吊るした弦を弾いている
右下:大きさの違う笛の音を試している

ピタゴラスは音階の主要な音程に対応する数比を発見したとされている。彼はオクターヴを2：1、完全五度を3：2、完全四度を4：3、そして完全五度と完全四度の差としての全音を9：8と定義した。
ボエティウスは著書の『音楽教程』の冒頭にピタゴラスが音程と数比の関係を発見した経緯を記している。ある日鍛冶屋の前を通ったピタゴラスは、作業場の何人かの職人が打っているハンマーの音が共鳴して、快い協和音を発していることに気が付いた。中に入って調べてみると、ハンマーの音程は、その重量と関係があった。そこには五本のハンマーがあったが、四本の鎚の重さは「12 : 9 : 8 : 6」の単純な数比の関係にあることが解ったのである。単純な比になっていない他の1本のハンマーだけは、鳴らすと不協和音がした（しかし実際にはこの原理は楽器の弦の長さの比率においては正しいが、金槌の重さには当てはまらない）。
ピタゴラスはさらに弦楽器や笛で実験し、弦の長さの比が弦の振動数の比、つまり音程の関係を支配することを発見した。ピタゴラスは発見した音程の法則を確認するために、モノコードと呼ばれる1本のガットと自在に動かせる駒で構成される調律道具を発明したといわれる。
ピタゴラスに由来するとされるもう一つの音楽に関する学説は、「天球の音楽」の理論である。これは各惑星がある楽音に対応し、それらがハーモニーを形成しているというものである。
ピタゴラスの死後、彼の信奉者は音楽理論に関する学派を形成するが、ピタゴラスの学説が古代ギリシアの音楽の実践に影響を及ぼした可能性はほとんどない。
ピタゴラス音律は周波数の比率が3：2の音程の積み重ねに基づく音律である。これは中国の三分損益法と同様である。ピタゴラスコンマはピタゴラス音律における異名同音の差である。

## ピタゴラスと豆

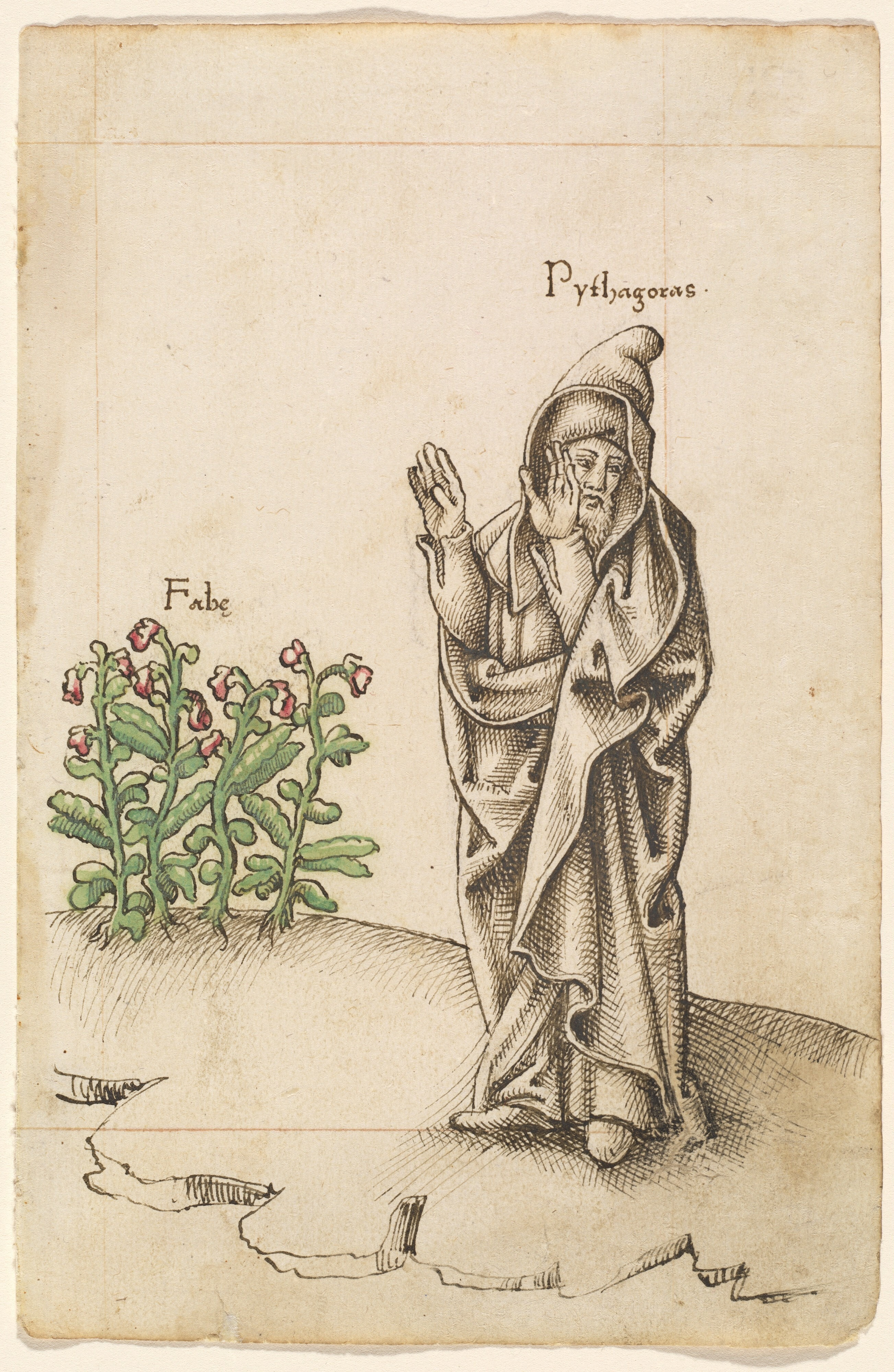
豆から顔をそむけるピタゴラス

理由は明らかでないが、ピタゴラスは豆を酷く嫌った。そのためピタゴラス教団は、豆を食べない規則を全員に強制した。この奇癖は迷信の多かった当時でも異様に思われ、理由についての色々な憶測があり、アリストテレスは「豆は性器に似ている、あるいはまた地獄の門に似ているから」と書いている。また「食べない方が胃によく安眠が出来るから」という単なる健康上の理由であるともいい、さらに「選挙のときの籤に使われるから」という、政治的理由であったともいう。ディオゲネス・ラエルティオスは『ギリシア哲学者列伝』の中でピタゴラスの最期に関する4つの説を紹介しているが、それによると彼は豆畑を通って逃げるより、追っ手に捕まって殺されることを選んでいる
。
1. クロトンで暴徒に家に放火され、逃げ出したが豆畑のふちに追いつめられ、咽喉を切られて殺された。
2. メタポンティオンのムゥサの女神たちの神殿に逃げ込み、40日間の断食をした後で死んだ。 - ディカイアルコスの説
3. メタポンティオンに退き、断食をして死んだ。 - ヘラクレイトスの説
4. アクラガス人とシュラクサイ人との戦闘で、アクラガス側に参加して戦った。しかしアクラガス軍が敗走し、ピタゴラスは豆畑を避けて廻り道をしたためシュラクサイ軍に追いつかれて殺された。 - ヘルミッポスの説

## 伝説の検証

### 「万物は数である」としたか
ピタゴラス派の「万物は数である」という基本原理はアリストテレス著『形而上学』の986a（ギリシア語版全集での頁・欄）で紹介される。この原理の例としてアリストテレスは、ピタゴラス派が天体の数は完全な数10であるべきなのに9個しか存在しないので対地星なる天体を追加したことを紹介している。「万物は数である」は数に関する神秘主義も意味しうるので、必ずしも論証的な数学の探求を意味しない。また、アリストテレスはピタゴラス派について語っているのであって、ピタゴラス本人について述べているのではない。
『形而上学』の記述は多分にアリストテレスの再構成であり、ピタゴラス派の一貫した原理ではなかったという批判は根強く、ピタゴラス自身の数学的業績を最大限に見積もる研究者Zhmud'でも「万物は数である」という統一見解はピタゴラス派にはなかったと論じている。ピタゴラス派として知られている多くの著者にはこの観念を認めることができない。
無理数の存在が「万物は数である」という原理に矛盾するからピタゴラス派に動揺を与えた、という伝説も後世の人々の勝手な想像である。

### 論証数学を創始したか
古代ギリシャ数学史の通説では論証数学の創始者はピタゴラスであるとされるが、これは創作である。
論証数学は紀元前444年頃にアテネにやってきたキオスのヒポクラテスが、弁論によって人々を説得することが重要な民主政アテネ社会に触発されて創始した。プラトンは論証数学を重視したが、民主政は生涯にわたって批判し続けた。プラトンの弟子たちは、師が重視した論証数学の起源が、師が批判した民主政にあることに当惑した。そこで論証数学はピタゴラスが創始したという物語を創作した、と推測されている。

### 音楽理論の始祖か
アリストテレスやプラトンはピタゴラスが数学や自然科学で重要な貢献をしたとの証言を残しておらず、そのような証言は後の時代の資料にのみ見られる。ピタゴラスが和音の数比を認識したという記述はニコマコスなどの資料に見られるが、そこには物理学的に不可能なことが記述されているので信頼できる資料ではない。ピタゴラスが音楽理論の始祖であるという伝説も否定されている。